# Нсандже
Нсандже (ранее Порт Геральд) — главный город округа Нсандже Южной провинции Малави.

## Железнодорожный транспорт
В городе находится штаб-квартира Железных дорог Малави. Железная дорога, проходящая через Нсандже и соединяющая Блантайр и Бейру, серьезно пострадала в ходе гражданской войны в Мозамбике и остается закрытой. В настоящее время модернизируется основная дорога на север, соединяющая город с остальной частью Малави.

## Судоходство
В настоящее время осуществляется проект по углублению дна реки Шире, чтобы сделать морской транспорт доступным для Малави. Шире соединяется с рекой Замбези, и затем Замбези впадает в Индийский океан. По состоянию на сентябрь 2010 года некоторые из основных работ были завершены, и порт был официально открыт. На церемонии открытия присутствовали президент Малави Бингу ва Мутарика и президент Зимбабве Роберт Мугабе. Однако, по состоянию на август 2016 года порт все еще не был достроен и не был введен в эксплуатацию. Ведутся переговоры о возобновлении проекта.

## Климат
Нсандже находится на высоте около 46 метров над уровнем моря. В летние месяцы максимальная температура может достигать 49 °C.

## Население
| Год  | Население |
| ---- | --------- |
| 1987 | 11 009    |
| 1998 | 16 941    |
| 2008 | 27 131    |